# Эдучанка
Эдучанка — посёлок в Усть-Илимском районе Иркутской области России. Административный центр и единственный населённый пункт Эдучанского муниципального образования.

## География
Посёлок находится на расстоянии 80 км к юго-западу от города Усть-Илимск, административного центра района.

## Население
| 2002  | 2010  | 2011  | 2012  | 2013  | 2014  | 2015  |
| ----- | ----- | ----- | ----- | ----- | ----- | ----- |
| 2215  | ↘1799 | ↘1793 | ↘1767 | ↘1759 | ↘1738 | ↘1655 |
| 2016  | 2017  |       |       |       |       |       |
| ↘1550 | ↘1502 |       |       |       |       |       |

## Улицы
| - ул. Береговая, - ул. Берёзовая, - ул. Братская, - пер. Брусничный, - ул. Булгакова, - ул. Воробьевская, - ул. Гагарина, - ул. Гаршина, - ул. Дзержинского, | - ул. Ермака, - ул. Зелёная, - ул. Илимская, - ул. Комарова, - ул. Комсомольская, - ул. Королёва, - ул. Космонавтов, - ул. Ленина, - ул. Лесная, | - ул. Луначарского, - ул. Макаренко, - ул. Мечтателей, - ул. Мира, - ул. Набережная, - ул. Нагорная, - ул. Парковая, - ул. Романтиков, - ул. Северная, | - ул. Советская, - ул. Сплавщиков - ул. Спортивная, - ул. Таёжная, - ул. Хомкаловой, - ул. Целинников, - пер. Центральный, - ул. Циолковского, - пер. Школьный. |